# Eubulo (banchiere)
Eubulo (in greco antico: Εὔβουλος?, Éuboulos; Bitinia, IV secolo a.C. – ...) è stato un banchiere greco antico.
Prestò denaro a un ufficiale persiano, prendendo come titolo le terre di Asso e Atarneo in Asia Minore; così diventò governatore di due regni. Eubulo è famoso anche per il suo rapporto con il suo schiavo Ermia di Atarneo, che ereditò il ruolo di governatore. Fu proprio Ermia che invitò a corte Senocrate e Aristotele, di cui divenne suocero.